# Större brunduva
Större brunduva (Phapitreron amethystinus) är en fågel i familjen duvor inom ordningen duvfåglar.

## Utseende och läte
Större brunduva är en medelstor duva med, som namnet avslöjar, en övervägande brun fjäderdräkt. Buken är gråaktig och på stjärten syns ljusgrå hörn. Under ögat har den ett ljust streck och både framför och bakom en bar skäraktig hudfläck. Arten liknar mindre brunduva, men är purpurglänsande på halsens bakre del istället för blå och ljusbeige under stjärtroten, ej vit. Bland lätena hörs djupa "hoop", enstaka eller i serier om två till tre toner, samt ett djupt morrande.

## Utbredning och systematik
Större brunduva delas in i fyra underarter som alla förekommer i Filippinerna, med följande utbredning:
- amesthystinus-gruppen
  - Phapitreron amethystinus amethystinus – på  Luzon, Mindanao och intilliggande öar
  - Phapitreron amethystinus imeldae – på Marinduque
- Phapitreron amethystinus maculipectus – i bergsskogar på Negros
- Phapitreron amethystinus frontalis – på Cebu; förmodligen utdöd

Birdlife International och internationella naturvårdsunionen IUCN urskiljer maculipectus  och frontalis som egna arter, "gråbröstad brunduva" respektive "cebubrunduva".

## Status
De tre underartsgrupperna (eller arterna) hotkategoriseras var för sig av IUCN: amestystinus som livskraftig, maculipectus som nära hotad och frontalis som akut hotad.